# LHS 292
LHS 292 (GJ 3622) — звезда, которая находится в созвездии Секстант на расстоянии приблизительно 14,8 световых лет от нас. Это одна из ближайших к нам звёзд. Спектральный класс звезды — M6V.

## Характеристики
LHS 292 представляет собой тусклый и холодный красный карлик с видимой звёздной величиной +15,73m. Температура поверхности звезды составляет приблизительно 2750 K. Масса звезды равна всего лишь восьми процентам массы Солнца, радиус почти в 77 раз меньше солнечного радиуса. Светимость в 111750 раз слабее солнечной. LHS 292 является переменной звездой, относящейся к типу вспыхивающих звёзд.